# Astronomische plaatsbepaling
Astronomische plaatsbepaling is de plaatsaanduiding waar een object zich bevindt.
Er is veel verwarring over de namen, maar dit is een lijst waardoor het wat duidelijker wordt (van groot naar klein):
- Intergalactisch (tussen sterrenstelsels)
- Interstellair (tussen sterren, binnen een sterrenstelsel)
- Interplanetair (tussen planeten, binnen een planetenstelsel)